# Ascogaster
Ascogaster är ett släkte av steklar som beskrevs av Wesmael 1835. Ascogaster ingår i familjen bracksteklar.

## Dottertaxa tillAscogaster, i alfabetisk ordning[1][2]
- Ascogaster abdominalis
- Ascogaster abdominator
- Ascogaster acrocercophaga
- Ascogaster acuminata
- Ascogaster acuta
- Ascogaster acutiventris
- Ascogaster adentata
- Ascogaster albitarsus
- Ascogaster annularis
- Ascogaster antennalis
- Ascogaster argentea
- Ascogaster argentifrons
- Ascogaster arisanica
- Ascogaster armata
- Ascogaster armatoides
- Ascogaster aurea
- Ascogaster australiensis
- Ascogaster bekilyensis
- Ascogaster belokobylskiji
- Ascogaster bicarinata
- Ascogaster bicolorata
- Ascogaster bidentula
- Ascogaster bifurcata
- Ascogaster bimaris
- Ascogaster bipustulata
- Ascogaster borealis
- Ascogaster brevicornis
- Ascogaster brevis
- Ascogaster breviventris
- Ascogaster brunnipalpis
- Ascogaster brunnipes
- Ascogaster canadensis
- Ascogaster canifrons
- Ascogaster caucasica
- Ascogaster caudata
- Ascogaster cava
- Ascogaster chaoi
- Ascogaster chui
- Ascogaster cincta
- Ascogaster coelioxoides
- Ascogaster cognata
- Ascogaster consobrina
- Ascogaster cornifera
- Ascogaster crassicornis
- Ascogaster crenulata
- Ascogaster cuneiventris
- Ascogaster cuspidata
- Ascogaster dentifer
- Ascogaster dentiventris
- Ascogaster detectus
- Ascogaster devia
- Ascogaster dilatata
- Ascogaster dimorpha
- Ascogaster dispar
- Ascogaster disparilis
- Ascogaster distincta
- Ascogaster distracta
- Ascogaster elongata
- Ascogaster equalis
- Ascogaster erroli
- Ascogaster erythropa
- Ascogaster erythrothorax
- Ascogaster excavata
- Ascogaster excisa
- Ascogaster exigua
- Ascogaster flaviceps
- Ascogaster flavomaculata
- Ascogaster formosensis
- Ascogaster fujianensis
- Ascogaster fullawayi
- Ascogaster gibbosa
- Ascogaster gigas
- Ascogaster gonocephala
- Ascogaster gourlayi
- Ascogaster gracilicornis
- Ascogaster gracilisa
- Ascogaster grahami
- Ascogaster grandis
- Ascogaster grangeri
- Ascogaster hei
- Ascogaster impatientis
- Ascogaster inconspicua
- Ascogaster infaceta
- Ascogaster intensa
- Ascogaster iti
- Ascogaster kabystanica
- Ascogaster kasparyani
- Ascogaster klugii
- Ascogaster kotenkoi
- Ascogaster kunashirica
- Ascogaster kyongimae
- Ascogaster laeviventris
- Ascogaster lamellifera
- Ascogaster lapponica
- Ascogaster lapponicus
- Ascogaster laticornis
- Ascogaster lini
- Ascogaster lissopyga
- Ascogaster longicauda
- Ascogaster longula
- Ascogaster luzonensis
- Ascogaster macrogaster
- Ascogaster maculaticeps
- Ascogaster magadanica
- Ascogaster magnidentis
- Ascogaster malayana
- Ascogaster marshi
- Ascogaster mayae
- Ascogaster mayamotensis
- Ascogaster mimetica
- Ascogaster modesta
- Ascogaster moldavica
- Ascogaster nachitshevanica
- Ascogaster nigricansa
- Ascogaster novoguineensis
- Ascogaster olethreuti
- Ascogaster opuntiae
- Ascogaster oriens
- Ascogaster palpalis
- Ascogaster parrotti
- Ascogaster patula
- Ascogaster pentagona
- Ascogaster perkinsi
- Ascogaster philippinensis
- Ascogaster pinicola
- Ascogaster polystriatuser
- Ascogaster praevolans
- Ascogaster provancheri
- Ascogaster punctata
- Ascogaster quadridentata
- Ascogaster reticulata
- Ascogaster retis
- Ascogaster robusta
- Ascogaster rufa
- Ascogaster rufidens
- Ascogaster rufipes
- Ascogaster rugosa
- Ascogaster rugulosa
- Ascogaster rutilipes
- Ascogaster saltuensis
- Ascogaster scabricula
- Ascogaster semenovi
- Ascogaster setula
- Ascogaster shanghanensis
- Ascogaster shawi
- Ascogaster similis
- Ascogaster stemocellus
- Ascogaster stenosoma
- Ascogaster strigosa
- Ascogaster submersa
- Ascogaster sylvestris
- Ascogaster tegularis
- Ascogaster tekapoensis
- Ascogaster telengai
- Ascogaster temporalis
- Ascogaster thoracica
- Ascogaster townesi
- Ascogaster transparipennis
- Ascogaster tricolor
- Ascogaster varipes
- Ascogaster vexator
- Ascogaster vivida
- Ascogaster wuyiensis
- Ascogaster yunnanica